# قرار مجلس الأمن التابع للأمم المتحدة رقم 2673

قرار مجلس الأمن التابع للأمم المتحدة رقم 2673 الصادر بالإجماع في 11 يناير 2023، والذي مدد بعثة الأمم المتحدة للتحقق في كولومبيا وأعاد تأكيد الالتزام بعملية السلام الكولومبية.

## روابط خارجية
- قرارات مجلس الأمن لعام 2023
- نص القرار[وصلة مكسورة]